# Obserwatorium Gemini

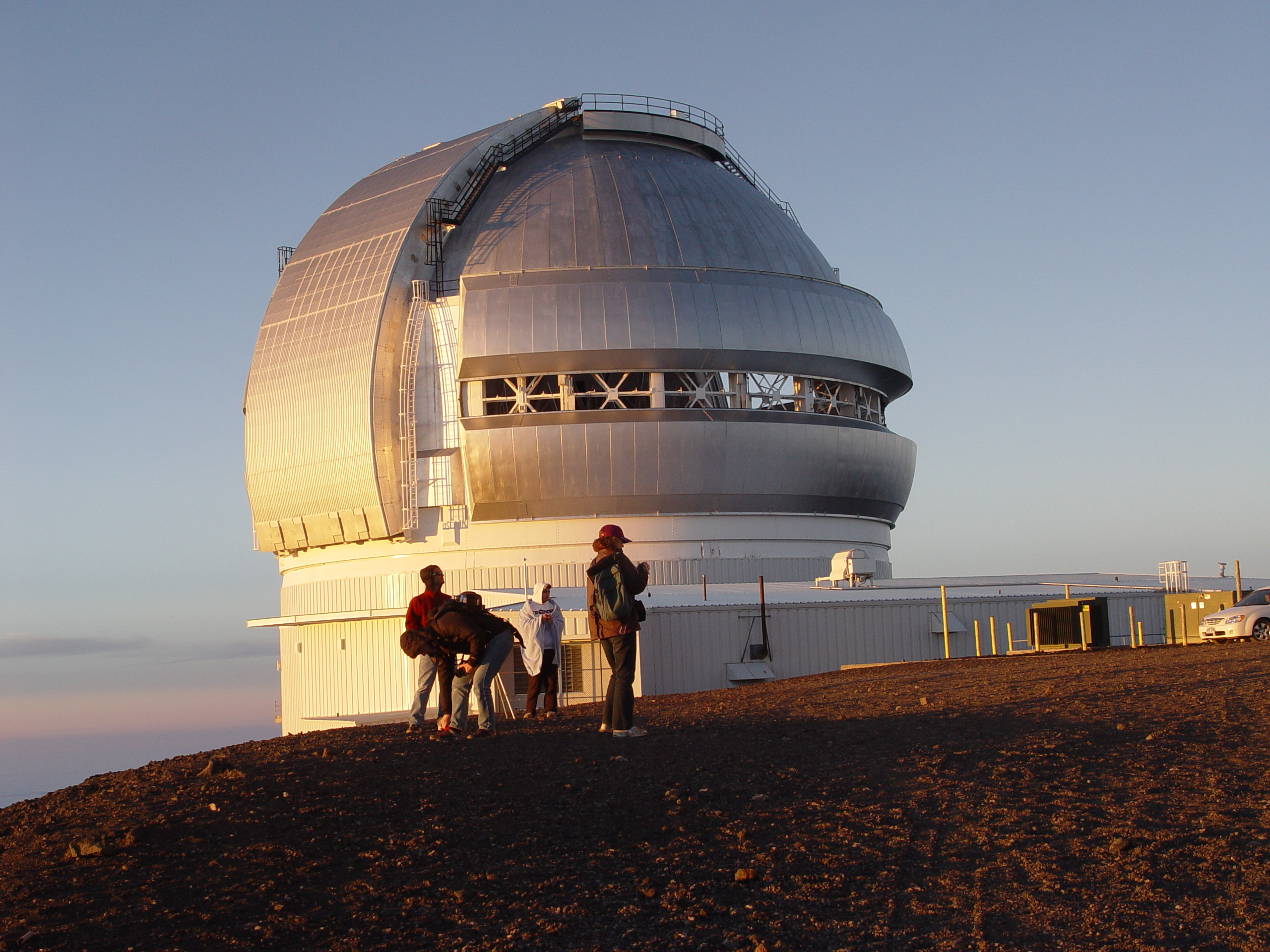
Obserwatorium Gemini North

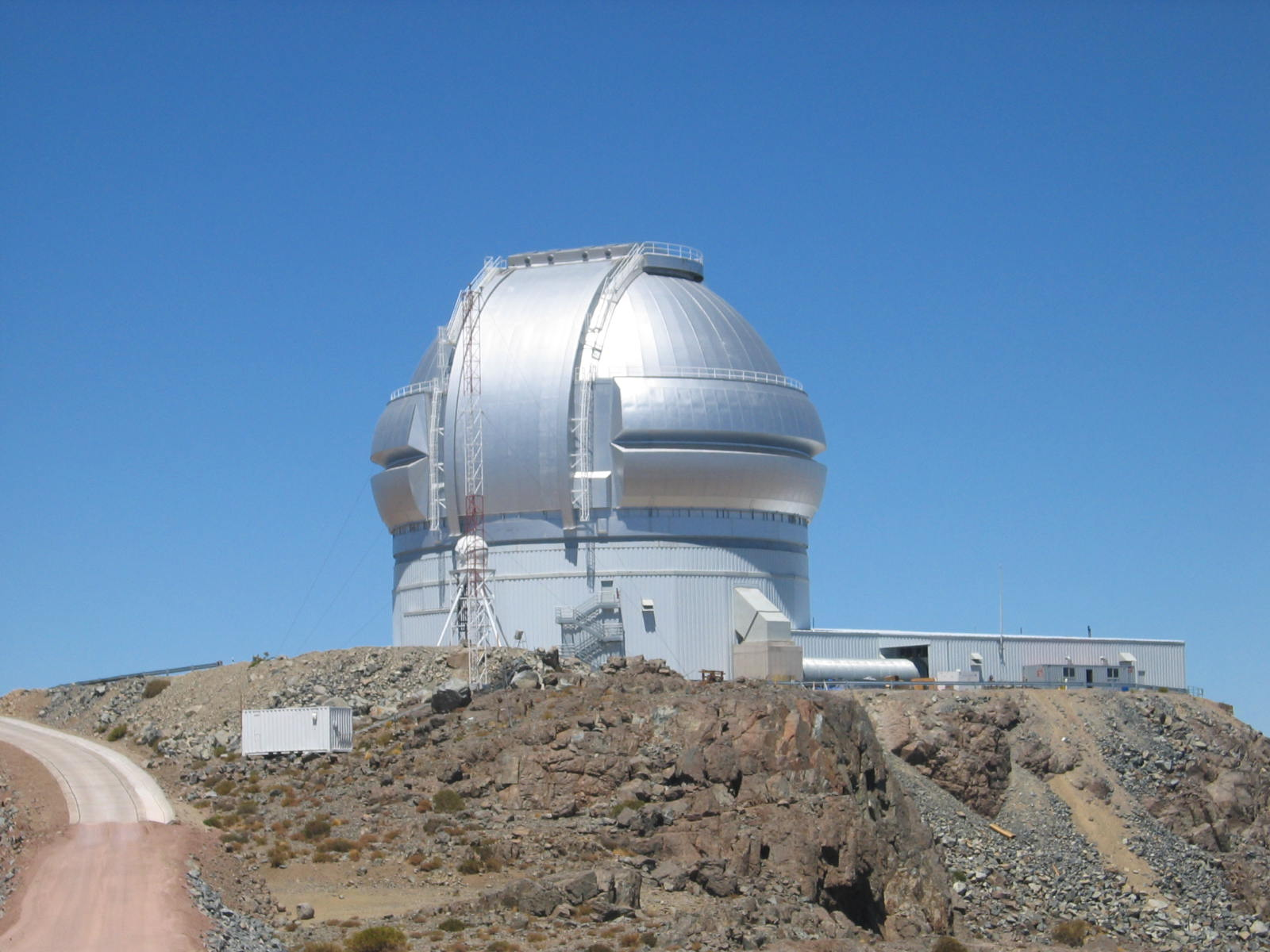
Obserwatorium Gemini South

Obserwatorium Gemini (ang. Gemini Observatory) – obserwatorium astronomiczne składające się z dwóch 8,1-metrowych teleskopów optycznych, znajdujących się w dwóch różnych miejscach Ziemi. Bliźniacze teleskopy zostały skonstruowane i są użytkowane przez konsorcjum, w którego skład wchodzą Stany Zjednoczone, Wielka Brytania, Kanada, Chile, Brazylia, Argentyna oraz Australia. Konsorcjum jest nadzorowane przez Uniwersyteckie Stowarzyszenie Badań Astronomicznych (Association of Universities for Research in Astronomy – AURA), zaś centrala obserwatorium znajduje się w Hilo na Hawajach.
Jeden z teleskopów, Bliźniak Północny (Gemini North, zwany również Teleskopem Fryderyka C. Gilletta) znajduje się na hawajskiej górze Mauna Kea. Dzięki lokalizacji na szczycie wygasłego wulkanu o wysokości 4200 m n.p.m., posiada doskonałe warunki widokowe. Pierwsze obserwacje wykonał w 1999, a badania naukowe rozpoczęto w 2000 r.
Drugi teleskop – Bliźniak Południowy (Gemini South) – znajduje się na wysokości 2500 m n.p.m. na górze Cerro Pachón w chilijskich Andach. Dzięki suchemu powietrzu i rzadko pojawiającym się chmurom jest to najlepsza lokalizacja (znajdują się tu także inne obserwatoria, m.in. teleskop SOAR i Międzyamerykańskie Obserwatorium Cerro Tololo). Bliźniak Południowy po raz pierwszy wykonał obserwacje w 2000 r.
Bliźniacze teleskopy całkowicie pokrywają obie półkule, północną i południową. Teleskopy te należą do największych i najbardziej zaawansowanych optycznych/podczerwonych teleskopów dostępnych dla astronomów. W obu zastosowano zaawansowane technologii dostarczania obrazów wysokiej jakości, obejmujących laserowe naprowadzanie, optykę adaptacyjną oraz spektroskopię wieloobiektową. Dodatkowo, oba teleskopy pozwalają na bardzo wysokiej jakości obserwacje w podczerwieni, dzięki zaawansowanym srebrnym powłokom ochronnym zwierciadeł oraz zaawansowanym systemom wentylacyjnym. Dzięki wysokiemu stopniowi łączności sieciowej, teleskopy bliźniacze mogą być obsługiwane zdalnie, a obserwacje mogą być prowadzone gdy będą do tego najlepsze warunki atmosferyczne, redukując niepotrzebne podróże astronomów.
Według szacunków, budowa obu teleskopów kosztowała w przybliżeniu 184 miliony, a dzienna obsługa kosztuje 33 000 dolarów.